# Степне (Бериславський район)
Сте́пне — село в Україні, у Новорайській сільській громаді Бериславського району Херсонської області. Населення становить 735 осіб.

## Населення

### Мовний склад
Рідна мова населення за даними перепису 2001 року:
| Мова       | Чисельність, осіб | Доля     |
| ---------- | ----------------- | -------- |
| Українська | 684               | 93,06 %  |
| Російська  | 48                | 6,53 %   |
| Інше       | 3                 | 0,41 %   |
| Разом      | 735               | 100,00 % |